# کراد البقاره
کراد البقاره (به عربی: کراد البقارة) روستایی فلسطینی، واقع در ۱۱ کیلومتری شمال شرق صفد بود.